# Carrilho
Lucas Miguel da Silva Carrilho, mais conhecido como Carrilho (Capão do Leão, 5 de junho de 2003), é um dos principais jogadores de PUBG Mobile das Américas e atualmente joga pela Alpha7 e-Sports. Em 2021 foi nomeado o melhor jogador mobile do Brasil.
De acordo com o site Esports Earnings, Carrilho é o jogador brasileiro de e-Sports Mobile que mais lucrou em premiações. Estima-se que o valor ganho por Carrilho em premiações seja de 101 mil dólares, sendo 100% provenientes de campeonatos de PUBG Mobile. 

## Biografia
Nascido e criado em Capão do Leão, Rio Grande do Sul. Carrilho, como é conhecido, sempre foi apaixonado por jogos e passava boa parte de seu tempo assistindo a transmissões de PUBG. Em meados de janeiro de 2018 viu uma grande oportunidade de jogar PUBG, mas a versão Mobile. Iniciou jogando partidas ranqueadas e casuais, como são mais conhecidas. Carrilho sempre possuiu espírito competitivo e por esse motivo decidiu começar a jogar campeonatos amadores e salas de treinos. Evoluindo constantemente e investindo cada dia mais tempo, tornou-se profissional em 2019 ao ser convidado pela então iniciante Loops e-Sports para jogar a PUBG Mobile Club Open 2019, seu primeiro campeonato oficial. E assim sua carreira se deu inicio de forma profissional, que apesar de recente é extremamente vitoriosa e repleta de títulos coletivos e individuais, sendo destaque em diversos campeonatos oficiais. 
Em 2020, representando a Loops e-Sports, Carrilho ganha seu primeiro título internacional; a Pubg Mobile Pro League - Américas Season 1 e leva também seu primeiro e mais importante título individual até aquele momento; o MVP da competição e fatura 3 mil dólares.  No mesmo ano participa de seu primeiro mundial e fica com a segunda colocação. 
Seu melhor ano foi em 2021, quando se junta a Alpha7 e-Sports e ganham juntos diversos títulos. Dentre eles a PUBG Mobile World Invitational, se tornando o primeiro brasileiro junto com seus companheiro a ganharem um título mundial de PUBG Mobile. 

## Vitórias

### 2020
- PUBG Mobile Masters League Season 2
- PUBG Mobile Pro League - Americas Season 1: Scrims Season 1[13]
- PUBG Mobile Masters League Season 1
- PUBG Mobile Club Open - Spring Split 2020: Brazil
- PUBG Mobile Pro League - Americas Season 1[13]
- PUBG Mobile SOG League Championship 2020: South America
- PUBG Mobile Masters League Season 4
- PUBG Mobile Masters League Season 5
- PUBG Mobile Pro League - Americas Season 2: Scrims[14]
- Twitch Rivals PUBG Mobile 2020
- PUBG Mobile Masters League Season 6: South America
- PUBG Mobile Pro League - Americas Season 2[14]

### 2021
- PUBG Mobile Masters League Season 10
- PUBG Mobile Pro League - Brazil Season 1[15]
- PUBG Mobile Masters League Season 12
- Copa NETENHO[16]
- PUBG Mobile Masters League Season 13: Americas Edition
- SOG CUP Spring Split 2021
- PUBG Mobile World Invitational 2021: West[12]
- PUBG Mobile National Championship Brazil 2021
- PUBG Mobile Masters League Season 15
- PUBG Mobile Pro League - Brazil Season 2[17]
- PUBG Mobile SOG League Championship 2021 Season 2
- Americas Elite League Season 1[18]
- PUBG Mobile Pro League - Americas Championship Season 2[19]
- Americas Elite League Season 2[20]

### 2022
- Americas Elite League Season 4
- Americas All Stars 2022[21]

### 2023
- PUBG Mobile Global Championship 2022/23

## Títulos Individuais

### 2020
- MVP: PUBG Mobile Pro League - Americas Season 1[10]
- TOP FRAGGER: PUBG Mobile SOG League Championship 2020: South America
- MVP: PUBG Mobile Masters League Season 4
- WEEK 1 MVP: PUBG Mobile World League 2020: West[22]
- WEEK 2 MVP: PUBG Mobile World League 2020: West[22]

### 2021
- MVP: PUBG Mobile Masters League Season 12
- MVP: PUBG Mobile Masters League Season 13: Americas Edition
- SUPER WEEKEND 3 MVP: PUBG Mobile Pro League - Brazil Season 2[19]
- FINALS MVP: PUBG Mobile Pro League - Brazil Season 2[19]
- MVP: PUBG Mobile SOG League Championship 2021 Season 2

### 2022
- MVP: Americas All Stars 2022: Day 1[23]